# 平顶山惨案
平顶山惨案发生于1932年9月16日，是大日本帝国关东军对满洲国奉天省抚顺县（今中华人民共和国辽宁省抚顺市）平顶山村及周边村庄平民制造的一起屠杀事件。
1932年9月15日，辽宁民众自卫军袭击了抚顺煤矿，驻抚顺的日军认为平顶山村的村民“通匪”，决定进行报复，于次日对平顶山村及周边村庄的村民进行屠杀。惨案共造成3000余名平民死亡，日军在屠杀后焚毁遇难者遗体，并纵火烧毁房屋。

## 背景及原因

### 抚顺煤矿

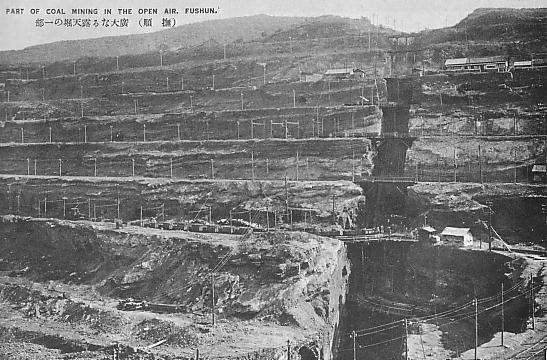
满洲国时期的抚顺煤矿

抚顺煤炭资源丰富，对煤炭的开采有一千多年的历史，后因清朝禁边政策废止。1901年，清政府同意当地人开采煤矿，1905年，俄国获得了当地的采矿权。日俄战争结束后，根据《朴茨茅斯和约》的内容，东清铁路及厂房全部归日本所有。随后，日本政府以煤矿与铁路相关为由强行占领了煤矿。当时煤矿归日本军方管理，1907年南满铁道株式会社成立后接管了抚顺煤田，对抚顺的煤矿开采量逐年上升。 在此期间由于煤矿方面缺乏完善的安全政策，加之劳动环境恶劣，参与煤矿挖掘的中国工人生命安全却得不到相应保障，日本政府控制下的抚顺煤矿频频发生生产安全事故，1907年至1931年间，至少有一万名中国矿工死于煤矿事故。

### 抗日活动
九一八事变后，东北民众组织起东北抗日义勇军抗击日军。1932年3月，日本扶持的满洲国成立。7月，抚顺的抗日活动开始活跃起来。平顶山惨案发生的前两周内，日军与义勇军多次发生交战，共有4名日本士兵战死。
1932年4月，原东北军军官唐聚五成立辽宁民众自卫军。1932年9月，由李春润领导的自卫军十一路军（又称大刀队）决定进攻抚顺。1932年9月15日夜，自卫军兵分三路开始进攻抚顺，在平顶山栗子沟、老虎台等地焚毁日本工厂与日军设施，造成南满铁道株式会社经营的煤矿停电停产。
9月16日拂晓，辽宁民众自卫军从抚顺城区撤离。自卫军对抚顺袭击因战术不佳，并未取得成功，但仍然造成日方包括杨柏堡采炭所所长渡边宽一在内5人死亡，4人受伤，并破坏了矿区的重要设施。在辽宁民众自卫军撤出市区几个小时后，驻抚顺的日军和当地官员先后召开了两次紧急会议，商讨“抚顺袭击事件”的事宜。川上精一和小川一郎等人认为，自卫军经过平顶山村和千金堡村，村民没有报告属于“通匪”行为，主张对平顶山村和千金堡村的居民进行屠杀，同时决定烧毁市郊20华里以内的所有村庄。
另据时任抚顺县长翻译于庆级在战后法庭的供词中称：在游击队袭击事件后的对策会议上，川上大尉主张屠杀居民，宪兵队队长赞成，煤矿方面的负责人久保孚和煤矿劳务班长山下满男起初反对，县长和警察局局长反对。他没有发表意见，但川上说:“我是治安的负责人，如果实行了这个措施，再次发生事件，我将承担责任，但如果谁反对我，再发生类似事件，我将让反对的人承担责任。”这时已无人反对。会议进行的同时，煤炭防备队队员和警察就已将平顶山村包围。

## 惨案经过

### 平顶山村

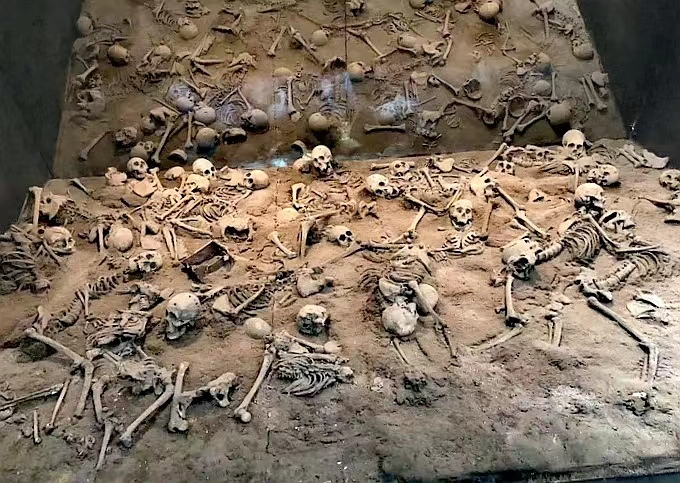
沈阳“九一八”历史博物馆展示的平顶山惨案遇难者遗骨

平顶山村为一处煤矿工人聚集区，村内有十余家商户。1932年9月16日上午10点左右，驻抚顺的日本守备队和宪兵队约200人，乘几辆大卡车闯入平顶山居民区。（也有说法称除此之外，还有少数警察、翻译和煤矿方面的防备队也参加了这次屠杀。）并挨家挨户哄骗，驱赶居民到村南的空地去“照相”。下午，平顶山村的居民被强行赶入预定地点后，小川一郎和川上精一指挥士兵将人群包围压缩，随后下令用机枪对人群扫射，机枪扫射持续了1个多小时，扫射后日本守备队开始用刺刀刺杀幸存村民。同时，又放火烧毁了平顶山居民区的民房800余间，
9月17日早，日军把死难者尸体移到山崖底下堆起来。幸存的重伤者也被同尸体堆放在一起，浇上汽油焚毁。尸体焚烧后，又将山崖的土石炸下来掩埋尸骨，并在其周围贴上铁丝网等，封锁现场，使人无法进入，由此将平顶山村彻底摧毁。

### 平顶山村以外地区

#### 栗家沟与千金堡
9月16日下午四时左右，日军又对平顶山村附近的栗家沟和千金堡等地进行屠杀，将两村中未逃走的200多名村民（大多为老人和妇幼）杀害。随后，又将千金堡1000多间房屋全部烧毁。整个过程共持续四、五个小时。

#### 新宾
除了平顶山周围的村庄以外，日军亦袭击了新宾。因袭击抚顺的辽宁民众自卫军来自抚顺以东的新宾，日军在新宾周围的十几个村子里放火，村庄的居民几乎全部被杀害，形成了两个万人坑。日军将被害者的头颅斩下来，放在树木上的铁丝圈示众。对新宾的屠杀与平顶山惨案是看似前后发生的事件，但在平顶山惨案的阴影下很少被提及。尽管遭到屠杀，新宾的抗日运动仍然如火如荼，日军与抗日义勇军多次发生战斗。后来，日军为了切断义勇军与居民的联系，将居民从原来的居住地驱逐，强行并入集团部落，日军由此得到了大量的农田和房屋。但很多居民因此受到饥饿和寒冷而死。

#### 其他事件
1932年9月16日早上，煤矿职员三上安美目击了日本煤矿工人将数名中国人作为可疑人员杀害。知名演员与歌手李香兰（山口淑子）曾目击了日本宪兵将一名中国人绑在树上拷打。

### 遇难者人数
中国政府以当时当地居民证言和村庄户数、人口为基础，确定遇难人数为3000人。战后沈阳战时法庭审判判决显示为2800余人，其他审判相关资料中也有2700人这样的数字。
抚顺守备队中队长川上精一的亲戚田边敏雄在著作中称，根据参加屠杀的兵士的证言推断人数在400-800人。惨案发生后的日内瓦国际联盟理事会上，中方（当时没有完全了解与掌握事态）向大会报告遇害者人数为：死者700人，重伤60至70人，轻伤者约130人。
幸存者人数也有各种说法，有从十几人到几十人不等的说法，还有其他130人的说法。而据幸存者杨宝山回忆，从惨案中逃出的幸存者有数百人，但有一些人因伤势过重相继死在逃亡途中。
1970年抚顺市政府在惨案发生地在发掘出了800具遇难者遗骨，当时的遗体是浇上汽油焚毁的，之后由于炸药的爆破，悬崖壁被破坏并被填埋，所以上层的被烧的遗骨在发掘时已经碳化，没有留下原形，而下层的遗骨还被掩埋着。

## 后续

### 抚顺当地
平顶山惨案发生后，抚顺居民人人自危，纷纷逃离抚顺，抚顺街市混乱，田地荒芜，各煤矿和工厂处于半停产状态。日方为此贴出安民告示，县公署和炭矿方面则向遇难者遗属发放抚恤金。井上精一贿买正在沈阳的国联调查团新闻记者，让他们保持缄默。另据抚顺县公署官员林喜岳表示，附近的天主教会神父得知屠杀事件后，很快通知了在奉天的美国领事，他说川上中尉打算收买记者（后来的证词中，记者被换成了美国领事，如果收买失败，则企图实行暗杀）。川上精一上尉曾主张的烧毁周边二十多个村庄，最终没有实行，也有中国人的证言称，只有一个村庄被烧毁后日军就停止行动了。

### 媒体报道
惨案发生后，抚顺周边的工人人心动摇，大量离开抚顺出走。不久，得知平顶山惨案后逃离抚顺的中国工人到达中国内地的城市，当地媒体开始对惨案进行报道。1932年11月15日，《上海新闻报》最早报道了平顶山惨案，随后《申报》、《大公报》等中国国内报纸也对此做了报道。在媒体的大规模报道下，日本政府照会中国政府，认为上海报纸的报道有损皇军名誉，要求取缔，中华民国外交部对此予以反驳，并就平顶山惨案向日本提出强烈抗议。
国际新闻社（英文：Intemational News Ser-vice)驻满洲的特派记者，美国人爱德华·汉特化装成神父，对现场进行考察并采访了当地居民，由于日本政府对汉特的行为进行阻止，汉特为躲避日本的新闻检查，在抚顺完成初稿后，乘火车前往山海关完稿，再由天津发往伦敦和纽约。随后，美国的报纸也报道了平顶山惨案，英美等国的报刊亦刊载汉特的报道。

### 双方争论
1932年11月24日和12月6日，国际联盟中国政府代表顾维钧两次向第69届国联大会提交平顶山惨案，并要求予以调查。日本方面以扫荡作战的一部分来解释而中国方面追究不力，最终不了了之。
1932年12月6日，在日内瓦的国际联盟会议上，中日双方代表就汉特发来的平顶山惨案报道进行辩论，中方代表颜惠庆宣读了汉特报道的摘要，并呼吁与会各国对日军的屠杀行为进行谴责。日本政府则声称，汉特只是采访了当地的牧师（实际上是天主教神父），他的报道是是谣言。另据县长翻译于庆级等人称，川上上尉为了避免被外国媒体报道，企图收购外国记者拍摄的现场照片，并委托于庆级向抚顺县公署借钱用以贿赂记者，但借款最终没有实现。

## 审判
1946年，中华民国国民政府在沈阳组建“国民政府主席东北行辕审判战犯军事法庭”，开始调查、逮捕和审判参与制造平顶山惨案的相关人员。川上精一大尉、井上清一中尉(惨案时的军衔)等日军相关人员，在战争结束前已不在抚顺当地，中国政府对此提请东京盟军总司令部代为査缉川上精一等人。1946年6月12日，一名宪兵和两名警察准备逮捕隐居在宫城县荒滨渔村的川上精一时，川上精一借回家辞行的机会、服毒自杀。仍在抚顺当地的11名与惨案相关人员被逮捕。
1946年，国民政府对平顶山惨案进行调查，但因为没有确凿的资料而未能立案，1947年再次派遣人员进行调查，由于没有案发当时的资料，所以这次调查以寻找证人为主。1946年，惨案时任煤矿负责人的久保孚因涉嫌烧毁阜新煤矿勘查图等重要文件被捕，之后获释，但1947年因涉嫌屠杀事件再次被捕，与山下满男（时任满洲国抚顺县参事官）、金山弓雄（抚顺炭矿工务局副局长）、西山茂作（抚顺炭矿工作班长）、广田繁（抚顺炭矿龙凤坑工作员）等人被法庭提起公诉。
1948年1月5日，沈阳的军事法庭判处久保孚、山下满男等7人死刑。日方有说法称军人以外的防备队员、警官等因为屠杀事件后对尸体处理不当而被判处死刑，但实际上，法庭在审判的判决中根据证词认定，除了毁坏尸体，也存在有计划的屠杀情况。(中华民国行政院的调查等），也报告称在第2天焚烧尸体的过程中有人被活活烧死。惨案的幸存者赵树林表示，自己逃跑时有人还活着，但不久他从逃跑到的煤矿宿舍看到现场燃起大火。
1948年4月19日，久保孚、山下满男等7人被执行死刑，其余4人以与案件关系不大为由被判无罪。部分日本学者对此认为，对村庄居民的杀害是日军守备队强行实施的，这7名被判死刑的民间人士，实际上是没有责任的。

## 纪念活动与战后发展

### 惨案遗址
1951年4月5日，抚顺民众举行万人公祭大会，并决定修建“平顶山殉难同胞纪念碑”。1970年，抚顺市政府发掘屠杀现场，重新安葬遇难者并建立了遗址纪念馆。1971年，抚顺市人民政府修建“平顶山殉难同胞遗骨馆”，馆内陈列有在现场发掘出的遇难者遗骨800余具以及部分遗物。1988年，平顶山惨案遗址被中国国务院列为全国重点文物保护单位。

### 《中国之旅》
1971年，日本记者本多胜一在朝日新闻上连载其著作《中国之旅》（1972年出版成书）让平顶山惨案开始在日本广为人知。

### 幸存者起诉日本政府
1996年4月2日，三名平顶山惨案幸存者起诉日本政府，要求日本政府承认侵华日军犯下的罪行，向受害者谢罪并给予赔偿。幸存者之一的莫德胜在日本东京、京都、仙台，浦和等地的民众集会上对平顶山惨案进行宣讲，在仙台和京都等地，多名原日军士兵曾宣讲后向其道歉和谢罪。
2002年6月，东京地方法院做出一审判决，认定了平顶山惨案的事实，但以“国家无答责”为由驳回了诉讼请求。2005年5月13日，东京高等法院做出二审判决，支持一审判决，驳回了中国原告要求日本政府谢罪并给予赔偿的诉讼请求。

### 日本民主党议员团要求日本政府道歉
2009年5月6日，在华访问的日本民主党议员团向平顶山惨案幸存者致信，并要求日本政府就此事正式道歉。

### 惨案纪念集会
2014年9月6日，日本民众在东京举行平顶山惨案纪念集会，呼吁日本政府承认惨案事实，向遇难者和幸存者及其家属谢罪。